# The DeAndre Way
The DeAndre Way – trzeci studyjny album amerykańskiego rapera Soulja Boy Tell 'Em'a. Został wydany 30 listopada, 2010 roku.

## Lista utworów
Opracowano na podstawie źródła.
1. „First Day Of School”
2. „TouchDown”
3. „Hey Cutie” (featuring Trey Songz)
4. „Speakers Going Hammer”
5. „Pretty Boy Swag”
6. „30 Thousand 100 Million”
7. „Mean Mug” (featuring 50 Cent)
8. „Blowing Me Kisses” (featuring Bei Maejor)
9. „Fly”
10. „Grammy” (featuring Ester Dean)

Bonus Track
1. „Steez” (Deluxe Bonus Track)
2. „Boom” (Deluxe Bonus Track)
3. „Do It Big” (Deluxe Bonus Track
4. „Xtra” (Deluxe Bonus Track)

## Historia wydań
Opracowano na podstawie źródeł.
| Kraj              | Data               | Format               | Wytwórnia  | Edycja           |
| ----------------- | ------------------ | -------------------- | ---------- | ---------------- |
| Francja           | 27 listopada, 2010 | CD, digital download | Universal  | Standard, Deluxe |
| Stany Zjednoczone | 30 listopada, 2010 | CD, digital download | Interscope | Standard, Deluxe |
| Kanada            | 30 listopada, 2010 | CD, digital download | Interscope | Standard, Deluxe |
| Wielka Brytania   | 30 listopada, 2010 | CD, digital download | Universal  | Standard, Deluxe |
| Niemcy            | 4 grudnia, 2010    | CD, digital download | Universal  | Standard, Deluxe |